# Musée archéologique national de Varsovie
Pour les articles homonymes, voir Musée archéologique national.
Le Musée archéologique national de Varsovie (Państwowe Muzeum Archeologiczne w Warszawie en polonais) est un musée archéologique situé dans l'ancien Arsenal royal, rue Długa à Varsovie.